# 羽佐間道夫
羽佐間 道夫（はざま みちお、1933年10月7日 - ）は、日本の声優、俳優、ナレーター。熊本県荒尾市出生、東京府（現：東京都）出身。ムーブマン所属（代表取締役を経て相談役）。既婚。2025年4月現在、現役で活動している世界最高齢の声優。

## 略歴

### 生い立ち
父親が三井三池炭鉱に勤務しており、社宅のあった熊本県荒尾市で生まれる。1939年に父が転勤したことで東京都高輪に移住し育った。幼少期から人前に立つのが好きで、学芸会などでは必ず舞台に立ち、東京都白金国民学校（現：港区立白金小学校）時代は創作童話の朗読を全校生徒の前でしていたという。小学2年生の時に勃発した太平洋戦争から一時は長野に疎開。3年後に高輪へ戻り、終戦後は新橋駅近くで物を売って生計を立てた。

### キャリア
東海大学の付属中学校在学中に演劇部へ入部し、当時は宇野重吉や滝沢修らを目標としていた。その後、ほかにやることもなかったため、役者を志して舞台芸術学院に5期生として入学。卒業後は新協劇団（現・東京芸術座）に入団した。在団時は薄田研二に育ててもらったという。その頃、寄席の切符売りのアルバイトをしていたが、当時の売り場は顔が見えず壁に空いた手を出す穴だけで応対をしており、当時の客層から「女性の切符売りの方が評判がいい」と考え、女性のような高い声で応対をした。後に「それが最初の声優の仕事かもしれない」と回想している。また、名人の落語を毎日聞く内に、「客の人数によって話の間を変える」「話の間の開け方で異なる人格を演じ分ける」などの技法に面白さを感じ、外国映画を吹き替える際の「向こうの役者の話す間をアドリブなどで臨機応変に喋ることで埋める」という作業に応用できた述懐している。
1957年に日本テレビから「ヒッチコック（ニッカ ヒッチコック劇場の第1期）をやるんだけどやってみないか」と声を掛けられ、その後、文化放送に勤めていた幼なじみの岡田太郎から誘われ、短時間でそこそこ稼げる割のいいアルバイトとしてラジオドラマに出演するようになる。その後、出演したラジオドラマを聞いた関係者からの誘いで『ホパロング・キャシディ』の吹き替えをすることになった。当時はコンテンツ不足から海外ドラマの放送が増える一方、吹き替えをやる役者が300人ほどしかいなかったため、羽佐間に吹き替えの仕事がたくさん回ってくるようになったという。以降は声優の草分けの一人として活躍するが、20代の頃は舞台稽古を中断して収録に向かうことが多く、他の劇団員から裏切者扱いされて、白い目で見られることもあったという。しかしながら、演劇の稽古は金にならないが声優の仕事は金になるという現状と、結婚をして家族を養う必要から、次々と来る声優の仕事を懸命にこなす日々を送る。
劇団中芸(1954年入団)、風船ぐるーぷ、太平洋テレビジョン芸能部、東京俳優生活協同組合創立メンバーを経てムーブマン所属。
2001年、ナレーションの功績により部門がないにもかかわらず第18回ATP賞個人部門で賞を受賞。2008年、第2回声優アワード功労賞を受賞。2021年、第17回東京アニメアワード功労賞を受賞。

## 人物
声種はバリトン。
赤穂浪士四十七士の一人である間十次郎の子孫とされる羽佐間宗玄の末裔である。
兄は元NHKアナウンサーの羽佐間正雄。従兄にフジサンケイグループ代表などを歴任した羽佐間重彰がおり、三浦環の親戚でもある。
様々な役をこなす芸域の広さから、かつては「困ったときの羽佐間」と呼ばれていた。のちにその役割は後輩の山寺宏一に移行している。
主に吹き替えで活躍。持ち役にはロイ・シャイダー、ディーン・マーティン、シルヴェスター・スタローン、ダニー・ケイ、ピーター・セラーズ、ポール・ニューマン、マイケル・ケイン、ジェームズ・カーン、マルチェロ・マストロヤンニ、アル・パチーノ、ロバート・デ・ニーロ、ジョージ・ペパード、スティーブ・マーティン、チャールズ・グローディン、ジェームズ・ガーナーなどがあり、本人によると「280人くらいのハリウッドスターを演じている」とのこと。

### 仕事に対する姿勢
声優の仕事は、「形あるものに色を塗っていく仕事」であることから「塗り絵師」と例えている。また、塗り絵師として「パレットに色がたくさん入っていないといい芝居はできない」と語り、音楽や小説、古典芸能など見聞を広めるという。
吹き替えでは、リップシンク（口の動き）より役者と呼吸を合わせることを重視している。
役作りについては、事前に作り込みすぎると、相手に芝居で裏切られ面白みに欠けることもあるため、当日に現場で作る部分が大きいという。
近年の個別収録の増加に対しては疑問を呈しており「共演者と言葉や間がかみ合わないため、感情の起伏が表現しにくい」「アンサンブルで後身を育てる場がなく、若手は台本通りを意識しすぎ、セリフに抑揚が少なくなる」と述べている。また、個別収録の場合は収録音声を再現する音響監督の手腕も大切だとしている。
日本語について「母音が強いから、セリフとセリフの空間の美しさみたいなものがあるんですよ」と語っている。また、近年の若手声優に対して「子音を優先しているのかどうかわからないけど、だいぶ文化的に差が出来てきたかな。この日本語はこうしたらなっていうのも、現場の中から生まれる雰囲気があったけど、今はだんだん希薄になってきたんじゃないかなあって気がするんですよね」と語っている。
アニメによる声優ブームについては「後世の人が語る事」「悪いことではない」と前置きした上で、「犠牲的な側面があるとすれば、人間の言葉をパターン化してしまった」「数十人、数百人の若手が一時的に大変人気が出て活躍するけど、10年前の人が今残っているかというと、ごく限られた人しかいない。一人の俳優として存在していないんじゃないかという思いはある」と語り、「長く飽きられずに進化していくためには、個性を自分で発見していくと同時に、仕事仲間より家族に言われたことを頭に留めておくのも大事」と助言し、「俳優は自分の身体で演じるから年齢がいくとその年齢の役しかできなくなるが、声優は外国の人だったり、自分にはない体格の人、人ではない者にもなれる。鍛錬さえ勤しんでいれば何歳でも、いろんな人物に化けられるのが声優の魅力。声色を変えなくても、テンポやアクセント、登場人物の心拍数を掴めば、同じ声でもリズムを変えるだけで、流れが変わることを相手に表現できて、伝えられる。声優というのは、化けるというのは、奥が深いんだよね」と語っている。

### エピソード
同世代の仲間からの愛称は「ミッキー」。2019年に小林清志と対談した際「俺のことをミッキーなんて言ってくれるのはもう殆どいない」と述べている。
矢島正明は吹き替えの名人として羽佐間の名前を挙げており「ダニー・ケイ（の吹き替え）なんて他の人にはできないでしょう」と語っている。
山の手空襲により、親戚7人が犠牲となった。
日本テレビの『スーパーテレビ情報最前線』の美空ひばり特集は彼自身がナレーションの他、プロデューサー・演出も担当している。日本テレビ系列の皇室関連のスペシャル番組でも知られる。
シルヴェスター・スタローンの吹き替えの際、スタローンをどう演じればいいか分からなかったため、とりあえず声のトーンだけは下げようと考えて、海に向かって大声で浄瑠璃を語り、喉を嗄らしてから収録を行った逸話がある。またのちに、スタローンの吹き替えを正式に務めているささきいさおも羽佐間同様に、日本酒で喉を壊して独特の声を作り上げていることを語っている。スタローンの吹き替えつながりで、ささきのコンサートにゲスト出演もしており、「これからはスタローンの吹き替えはいさおくんに任せる」と発言している。なお、羽佐間自身はスタローンと体型が全く異なることもあり「会ったところで全然違うと思って自信をなくす」という主旨の言葉で敢えて対面しないようにしており、対面する企画があったが固辞したという。なお、後年のインタビューでは「もし自分が『ロッキー』をキャスティングし直せるなら、ゴーリー（郷里大輔）にスタローンをやらせたかった」とも語っている。
『銀河英雄伝説』出演時、普段は吹替やナレーションが中心だったためアニメのアフレコに慣れていなかったが、共演した富山敬に色々教わったといい「僕の方が年上ですが、この作品では彼が僕の師匠でしたね」と述懐している。富山とは共にスティーヴ・マーティンを持ち役にしており、彼の没後は『花嫁のパパ』のジョージ・バンクス役を続編で引き継いだ。
『スペースボール』ではメル・ブルックス扮する大統領・スクルーブと賢者・ヨーグルトの二役を演じ分け、芸の幅を見せた。また、吹き替えの際には日本語の台詞に独特のアレンジを仕組むスタイルを見せており、広川太一郎と並んでファンからは熱い支持を受けている。
「役者の特質を生かしてやったらどうか」と羽佐間が提案したのがきっかけで、声優バンド・スラップスティックが結成され、羽佐間はプロデューサーを務める。
2006年からは、かつての収録現場のように様々な世代の声優が交流し「始めたらノンストップで、誰かがトチっても周りが補いながら最後まで行くような、アンサンブルで俳優を育てる場」を作りたい思いから、若手声優らと往年の無声映画をライブで吹き替えるイベント『声優口演』を始め、企画、脚本、演出を手がけている。
思い出深い出演作品には、『5つの銅貨』の吹き替えを挙げている。この収録時に中学の演劇部で一緒だった相模太郎に再会したこと、放送を見た山田康雄から手紙を貰ったことが印象的だったという。なお、この音源は現存しており、ザ・シネマで再放送された。
『世界一貧しい大統領』のホセ・ムヒカのボイスオーバーを担当した際、今まで一度も羽佐間の仕事を褒めた事がない妻から「うん、いいんじゃない」と評価されたという。

## 出演
太字はメインキャラクター。

### 吹き替え

#### 担当俳優
アル・パチーノ
- オーシャンズ13（ウィリー・バンク）※フジテレビ版
- シー・オブ・ラブ（フランク・ケラー）※ソフト版、テレビ朝日版
- Dearダニー 君へのうた（ダニー・コリンズ）
- ディック・トレイシー（アルフォンス “ビッグ・ボーイ” キャプリス）
- リチャードを探して（リチャード3世）

イアン・マッケラン
- シェイクスピアの庭（サウサンプトン伯）
- ホビットシリーズ（ガンダルフ）
  - ホビット 思いがけない冒険
  - ホビット 竜に奪われた王国
  - ホビット 決戦のゆくえ

ウィリアム・ホールデン
- 月蒼くして（ドン・グレシャム）※東京12チャンネル版
- パリで一緒に（リック）※フジテレビ版
- ブラボー砦の脱出（ロウパー大尉）※NETテレビ版1
- ロケット・パイロット（リンカーン・ボンド少佐）

ウディ・アレン
- アニー・ホール（アルビー・シンガー）※TBS版（ソフト収録）
- ウディ・アレン 映画と人生（ウディ・アレン）
- ウディ・アレンの誰でも知りたがっているくせにちょっと聞きにくいSEXのすべてについて教えましょう（ファブリチオ/ビクター/道化師/精子）
- タロットカード殺人事件（シド・ウォーターマン）
- 泥棒野郎（バージル）

エドワード・フォックス
- 遠すぎた橋（ホロックス中将）※日本テレビ版（DVD収録）
- ナバロンの嵐（ミラー曹長）※テレビ東京版
- ネバーセイ・ネバーアゲイン（M）※フジテレビ版（BD収録）

ジーン・ワイルダー
- ウーマン・イン・レッド（テディ・ピアース）※テレビ朝日版
- 大陸横断超特急（ジョージ・コールドウェル）※テレビ朝日版
- プロデューサーズ（レオ・ブルーム）※LD版
- ヤング・フランケンシュタイン（フレデリック・フランケンシュタイン博士）※LD版（HDリマスター版DVD収録）

ジェームズ・ガーナー
- 地平線から来た男（ラティゴ）
- 砦の29人（ジェス・レムスバーグ）※TBS版
- 女房は生きていた（ニコラス・アーデン）
- 墓石と決闘（ワイアット・アープ）※テレビ朝日版（BD収録）
- ビクター/ビクトリア（キング）
- 保安官ニコルス（ニコルス）
- ミスター・タンク（ザック）

ジェームズ・カーン
- エイリアン・ネイション（マシュー・サイクス）※テレビ朝日版
- ゴッドファーザー（ソニー・コルレオーネ）
- シンデレラ・リバティー/かぎりなき愛（ジョシュ・バグス・ジュニア）
- 第2章（ジョージ）
- ハネムーン・イン・ベガス（トミー・コーマン）※VHS版
- ファニー・レディ（ビリー・ローズ ）
- フォー・ザ・ボーイズ（エディ・スパークス）
- フリービーとビーン/大乱戦（フリービー）※テレビ朝日版
- リベンジ・ファイト（マイク・オルブライト）

ジャン＝ポール・ベルモンド
- 華麗なる大泥棒（アザド）※日本テレビ版
- 相続人（バート・コーデル）
- ソフィー・マルソー/恋にくちづけ（ステファン・マルジェル）※TBS版
- ハーフ・ア・チャンス（レオ・ブラザック）
- ボルサリーノ（フランソワ・カペラ）※日本テレビ版

ジョージ・シーガル
- キング・ラット（コルポラール王）
- サファリ大追跡（ダン）
- 料理長殿、ご用心（ロビー）※フジテレビ版

ジョージ・ペパード
- 宇宙の7人（カウボーイ）
- 狐たちの夜（ハリー・マルティノー）※NHK版
- 特攻野郎Aチーム（ジョン・スミス陸軍大佐 / ハンニバル）
- 野良犬の罠（P・J）
- 湖の秘宝の謎（テオ）

ジョン・ヴォイト
- 5人のテーブル（ジェームズ・P・タネン）※TBS版
- トゥームレイダー（クロフト卿）※フジテレビ版
- ミッション:インポッシブル（ジム・フェルプス）※フジテレビ版

シルヴェスター・スタローン
- オーバー・ザ・トップ（リンカーン・ホーク）※TBS版（ソフト収録）、機内上映版
- オスカー（アンジェロ・“スナップス”・プロヴォローネ）
- 刑事ジョー ママにお手上げ（ジョー・ボモウスキー）※ソフト版
- コブラ（マリオン・“コブラ”・コブレッティ警部補）※TBS版（日本語吹替音声追加収録版ブルーレイに収録）
- フィスト（ジョニー・コヴァック）※TBS版
- ポリス・ストーリー エピソード「誇り高き勲章」（エルモア・"ロッキー"・キャド）※日本テレビ版
- ラスベガス2 #11, #18（フランク）
- ランボーシリーズ（ジョン・ランボー）※TBS版(角川発売の4Kレストア版BD・UHDに収録)
  - ランボー
  - ランボー/怒りの脱出

- ロッキーシリーズ（ロッキー・バルボア）
  - ロッキー ※TBS版（ソフト収録、追加録音も担当）
  - ロッキー2 ※TBS版（ソフト収録、追加録音も担当）
  - ロッキー3 ※TBS版（ソフト収録）
  - ロッキー4/炎の友情 ※TBS版（ソフト収録）
  - ロッキー5/最後のドラマ ※日本テレビ版（ソフト収録、追加録音も担当）
  - ロッキー・ザ・ファイナル
  - クリード チャンプを継ぐ男
  - クリード 炎の宿敵

- 番組名不明（本人）※ボイスオーバー

スティーヴ・マーティン
- アウト・オブ・タウナーズ（ヘンリー・クラーク）
- サボテン・ブラザース（ラッキー・デイ）※ソフト版
- ハウスシッター/結婚願望（ニュートン・デイヴィス）
- バックマン家の人々（ギル・バックマン）※ビデオ版、テレビ東京版
- 花嫁のパパ2（ジョージ・バンクス）
- ピンクパンサー（クルーゾー警部）
  - ピンクパンサー2

- ファンタジア2000
- マーダーズ・イン・ビルディング（チャールズ）
- わが街（デイヴィス）

ダニー・ケイ
- あの手この手（ジェリー・モーガン / パパ・モーガン / クラレンス）
- 5つの銅貨（レッド・ニコルズ）※テレビ東京版
- ダニー・ケイの戦場のドン・キホーテ（ヤコボフスキー）
- ダニー・ケイの替え玉作戦（アーニー・ウィリアムズ）
- ホワイト・クリスマス（フィル・デイヴィス）※フジテレビ版

チェビー・チェイス
- スパイ・ライク・アス（エメット）※TBS版
- ナショナル・ランプーン/クリスマス・バケーション（クラーク・グリスウォルド）※ビデオ版
- フレッチ登場!/5つの顔を持つ男（アーウィン・フレッチャー）※ビデオ版
- 昔みたい（ニック）※テレビ朝日版

チャールズ・グローディン
- 天国から来たチャンピオン（トニー・アボット）※テレビ朝日版
- ベートーベン（ジョージ・ニュートン）※ソフト版
  - ベートーベン2 ※ソフト版

- ミッドナイト・ラン（ジョナサン・マデューカス）※テレビ朝日版（思い出の復刻版ブルーレイに収録）

ディーン・マーティン
- エルダー兄弟
- オーシャンと十一人の仲間（テレビ朝日版で2ver）
- キャノンボール（ジェイミー・ブレーク）※フジテレビ（ソフト収録）、テレビ朝日版（エクストリーム・エディションBD収録）、機内上映版
  - キャノンボール2 ※テレビ朝日版

- 結婚専科 ※テレビ朝日版
- 荒野の3軍曹 ※テレビ朝日版
- ザ・テレビジョン
- ジェリコ
- 七人の愚連隊 ※テレビ朝日版
- 底抜けダイヤ強盗
- 底抜けふんだりけったり
- 大空港（2ver）
- 対決
- テキサス（サム・ホリス）※テレビ朝日版（特別版DVD収録）
- テキサスの四人 ※東京12ch版、フジテレビ版）
- 何という行き方!※テレビ朝日版
- ねえ!キスしてよ
- バンドレロ（ディー・ビショップ）※TBS版（DVD収録）
- リオ・ブラボー（テレビ朝日版で2ver）
- 若き獅子たち ※NET版、フジテレビ版
- シナトラ徹底こきおろし大会 ※東京12チャンネル版
- ディーン・マーティン こきおろし大会 ※東京12チャンネル版

トム・セレック
- イノセントマン/仕組まれた罠（ジミー・レインウッド）
- Oh!大迷惑?!（ジョン）※VHS版
- スリーメン&リトルレディ（ピーター・ミッチェル）※ソフト版、機内上映版

ハリソン・フォード
- 心の旅（ヘンリー・ターナー）※フジテレビ版
- 6デイズ/7ナイツ（クイン・ハリス）※フジテレビ版
- スター・ウォーズ エピソード4/新たなる希望（ハン・ソロ）※レコード版（発売時に「THE STORY OF THE STAR WARS」と題名が付けられた）
- パトリオット・ゲーム（ジャック・ライアン）※フジテレビ版

ピーター・セラーズ
- 紳士泥棒 大ゴールデン作戦（アルド）※テレビ朝日版
- 天才悪魔フー・マンチュー（フー・マンチュー）※TBS版
- ピンク・パンサーシリーズ（クルーゾー警部）
  - 暗闇でドッキリ ※テレビ東京版
  - ピンク・パンサー2 ※日本テレビ版、ソフト版
  - ピンク・パンサー3 ※TBS版（DVD収録）
  - ピンク・パンサー4 ※テレビ版（DVD収録）

- 名探偵登場（シドニー・ワン）※TBS版
- ロリータ（クレア・キルティ）※東京12チャンネル版

ピーター・フィンチ
- クリスチーヌの愛と罪
- 尼僧物語（フォルテュナティ博士）※テレビ朝日版
- 遥か群衆を離れて（ウィリアム・ボールドウッド）

ブラッドフォード・ディルマン
- 裏切り鬼軍曹（ヤング大尉）
- ピラニア（ポール・グローガン）
- 暴走マッドチェイス（アーサー）

フレッド・マクマレイ
- 卵と私（ボブ）
- フラバーシリーズ（ネッド・ブレイナード教授）
  - うっかり博士の大発明 フラバァ
  - フラバァ・デラックス

ヘンリー・シルヴァ
- 帰って来たガンマン（ガルシア・メンデス）
- 侵略戦線（ジョン・デュレル）
- ひとりぼっちのギャング（ジョニー・クール）
- 無頼の群（ルーファン）※TBS版

ポール・ニューマン
- 明日に向って撃て!（ブッチ・キャシディ）※LD版
- ゲット・ア・チャンス!（ヘンリー・マニング）※VHS版
- スティング（ヘンリー・ゴンドーフ）※機内上映版
- スラップ・ショット（レジ）※フジテレビ版（思い出の復刻版BD収録）
- ハスラー2（ファースト・エディ）※機内上映版
- パリが恋するとき（アルフレッド）※フジテレビ版
- 評決（フランク・ギャルヴィン）※TBS版（DVD・BD収録）
- ミスター&ミセス・ブリッジ（ウォルター・ブリッジ）※VHS版
- ロイ・ビーン（ロイ・ビーン）※フジテレビ版

ポール・ホーガン
- クロコダイル・ダンディー（マイケル・ダンディー）※テレビ朝日版
- クロコダイル・ダンディー2（マイケル・ダンディー）※テレビ朝日版、ソフト版
- フリッパー（ポーター・リックス）

マイケル・ケイン
- アイランド（ブレア・メイナード）※テレビ朝日版
- 王になろうとした男（ピーチ・カーネハン）※テレビ朝日版
- ケープタウン（ジム）
- 殺しのドレス（ロバート・エリオット）※テレビ朝日版（BD収録）
- ジョーズ'87 復讐篇（ホーギー）※テレビ朝日版（BD収録）
- 探偵スルース（マイロ・ティンドル）（2ver）
- デンジャラス・ビューティー（ヴィクター・メリング）※日本テレビ版
- パーマーの危機脱出（ハリー・パーマー）※テレビ東京版（DVD収録）
- ハンナとその姉妹（エリオット）※テレビ朝日版（DVD収録）
- マルセイユ特急（ジョン）
- ミニミニ大作戦（チャーリー）※テレビ東京版
- 夕陽よ急げ（ヘンリー・ウォレン）

マルチェロ・マストロヤンニ
- 華麗なる殺人（マーセロ・ポレッティ）※TBS版
- 昨日・今日・明日（カルミネ）※TBS版
- 最後の栄光（レオ）
- ジェラシー（オレステ）※TBS版
- ひまわり（アントニオ・ガルビアーティ）※TBS版、TVO版
- プレタポルテ（セルゲイ・オブローモフ）
- 迷子の大人たち（ジョー）

レスリー・ニールセン
- スパイ・ハード（ディック・スティール）
- 裸の銃を持つ男シリーズ（フランク・ドレビン警部）※テレビ朝日版
  - 裸の銃を持つ男
  - 裸の銃を持つ男 2 1/2
  - 裸の銃を持つ男 33 1/3　最後の侮辱

- Mr.マグー（マグー）
- レスリー・ニールセンの2001年宇宙への旅（リチャード・ディック・ディックス）

ロイ・シャイダー
- オール・ザット・ジャズ（ジョー・ギデオン）※LD版（BD収録）
- 恐怖の報酬（ジャン・ドミンゲス）※テレビ朝日版（オリジナル完全版BDに収録）
- 殺意の香り（サム・ライス）※TBS版（DVD収録）
- ジャッカー（コーエン）※BD版
- 重犯罪特捜班/ザ・セブン・アップス（バディ）※テレビ朝日版
- ジョーズ（マーティン・ブロディ）※テレビ東京版
- ジョーズ2（マーティン・ブロディ）※BSテレ東版
- デス・ポイント/非情の罠（ハリー・ミッチェル）※テレビ朝日版
- テロリストウォーズ復讐の追跡者（1997年5月15日（木）※テレビ東京版
- ナイター殺人事件・戦慄のスタジアム（1992年6月17日（水）※TBS版
- 2010年（ヘイウッド・フロイド博士）※テレビ朝日版（BD収録）
- ブルーサンダー（フランク・マーフィ）※フジテレビ版、テレビ朝日版（WOWOW放送時の追加収録にも参加）
- フレンチ・コネクション（バディ“クラウディ”・ルソー）※フジテレビ版（DVD収録）・LD版
- マラソンマン（ドク）※テレビ朝日版

ロバート・スタック
- 風と共に散る ※テレビ朝日版
- 地獄の7人
- 超豪華客船乗っ取り大爆破!クインメリー・アドベンチャー
- 太陽のならず者 ※TBS版

ロバート・デ・ニーロ
- スリーパーズ（ボビー神父）※フジテレビ版
- 世界にひとつのプレイブック（パット・ソリータ・シニア）
- ナイト・アンド・ザ・シティ（ハリー・フェビアン）
- バックドラフト（ドナルド・リムゲイル）※フジテレビ版
- ミストレス（エヴァン・ライト）
- ラストベガス（パディ・コナーズ）

#### 映画（吹き替え）
- 愛人関係（フランソワ〈クロード・ブラッスール〉）※テレビ朝日版
- 愛と喝采の日々（ウェイン〈トム・スケリット〉）※TBS版
- 愛の7日間（ボブ〈マーティン・シーン〉）※テレビ朝日版
- 悪魔の追跡（フランク〈ウォーレン・オーツ〉）※TBS版
- 明日に別れの接吻を（フォーラー警部〈ケネス・トビー〉）※テレビ1版
- アフリカ大空輸（ハリー・ガーディノ）
- アマデウス（ローゼンベルク伯爵）（日本語吹替追加収録版ブルーレイに収録）
- アラスカ魂（ジョージ・プラット〈スチュワート・グレンジャー〉）※フジテレビ版
- アラモ（エミール）※テレビ朝日版
- ある日どこかで（ウィリアム・F・ロビンソン〈クリストファー・プラマー〉[34]）※BSテレ東版
- アンザックス（マーチン〈アンドリュー・クラーク〉）
- イエローストン砦 ※NET版
- 1941（チャック・ストレッチ・シタースキー〈トリート・ウィリアムズ〉）※TBS版
- いつも上天気（テッド〈ジーン・ケリー〉）
- インディ・ジョーンズ/魔宮の伝説（チャター・ラル〈ロシャン・セス〉）※日本テレビ版
- ウィンチェスター銃'73（スティーヴ〈チャールズ・ドレイク〉）※テレビ朝日版
- ウォンテッド（ペクワースキー〈テレンス・スタンプ〉[53]）※BSテレ東版
- 宇宙からの脱出（ジム・プルエット〈リチャード・クレンナ〉）※テレビ朝日版、東京12チャンネル版
- 裏窓（L・B・ジェフリーズ〈ジェームズ・スチュアート〉）※機内上映版[54]
- エアフォース・ワン（ウォルター・ディーン国防長官〈ディーン・ストックウェル〉[55]）※日本テレビ版
- 栄光の野郎ども（ハーロッド大尉〈トム・トライオン〉）
- エイセス/大空の誓い（ライヒマン〈ホルスト・ブッフホルツ〉）※ソフト版
- 英雄の条件（ソーカル大統領補佐官〈ブルース・グリーンウッド〉）※フジテレビ版
- エイリアン（アッシュ〈イアン・ホルム〉）※テレビ朝日版
- エイリアン3（クレメンス〈チャールズ・ダンス〉）※フジテレビ版（日本語吹替完全版ブルーレイ収録）
- エスケープ・フロム・L.A.（大統領〈クリフ・ロバートソン〉）※フジテレビ版
- エニイ・ギブン・サンデー（タッグ〈オリバー・ストーン〉）※日本テレビ版
- エマニエル夫人（ジャン〈ダニエル・サーキー〉）※テレビ朝日版（思い出の復刻版BD収録）
- オーケストラの少女（レオポルド・ストコフスキー）※日本テレビ版
- 黄金のランデブー（カーター〈リチャード・ハリス〉）（スティングレイより発売のDVD収録）
- 狼の時刻（ヨハン〈マックス・フォン・シドー〉）
- 狼の挽歌（スティーブ〈ウンベルト・オルシーニ〉）※テレビ朝日版（BD収録）
- おかしなおかしなおかしな世界（ラッセル・フィンチ〈ミルトン・バール〉）
- オフサイド7（チャーリー〈エリオット・グールド〉）
- おもいでの夏（ナレーション）※テレビ朝日版
- オルカ（ノーラン〈リチャード・ハリス〉）※日本テレビ版
- 俺たちは天使じゃない（アルバート〈アルド・レイ〉）※NHK版
- 帰って来たテキサス野郎
- 帰らざる河（ハリー・ウェストン〈ロリー・カルホーン〉）※フジテレビ版
- 哀しみの暴君ネロ ※NHK版
- 華麗なる賭け（エディ・マローン〈ポール・バーク〉）※フジテレビ版
- 黄色いロールス・ロイス（ジョン・フェーン〈エドマンド・パードム〉）（DVD収録）
- 傷だらけの挽歌（エディ・ヘイガン〈トニー・ムサンテ〉）
- 虐殺！ハックの猛襲（土曜映画劇場で「海賊ゲリラ大襲撃」）（グレッグ〈ジョージ・モンゴメリー〉）
- キャノンボール3 新しき挑戦者たち（チャーリー〈ジョン・キャンディ〉）※ビデオ版
- 救命艇（コバック）※テレビ版
- 恐怖の高速道路
- キョンシー（ガウ〈チョン・ファ〉）
- グライド・イン・ブルー（ジッパー〈ビリー・グリーン・ブッシュ〉）
- グリース（ヴィンス）※日本テレビ版
- クリスタル殺人事件（ジェイソン・ラッド〈ロック・ハドソン〉）
- クリスチーヌの愛と罪（ピーター・フィンチ）
- クリスマスに万歳!（マイケル・オファロン〈ジェイミー・シェリダン〉）
- 刑事マディガン（ロッコ・ボナーロ刑事〈ハリー・ガーディノ〉）※テレビ朝日版
- ケニー（記者）
- 原始怪獣ドラゴドン（ジミー・ライアン〈ガイ・マディソン〉）
- 原子力潜水艦浮上せず（ベネット大佐〈ステイシー・キーチ〉）
- ゴーストバスターズ（ウォルター・ペック〈ウィリアム・アザートン〉）※テレビ朝日版（日本語吹替完全版Blu-rayBOX収録）
- 恋のKOパンチ
- 恋の手ほどき（ガストン・ラシュイユ〈ルイ・ジュールダン〉）※TBS版
- 恋のゆくえ/ファビュラス・ベイカー・ボーイズ（ジャック・ベイカー〈ジェフ・ブリッジス〉）※テレビ東京版、フランク・ベイカー〈ボー・ブリッジス〉）※機内上映版[56]
- 恋は青空の下（ビング・クロスビー）
- 荒野の用心棒（エステバン・ロホ）※新・旧テレビ朝日版（新版はDVD収録、新版を追加録音したものがBD収録）
- コマンド戦略（パトリック・オニール軍曹〈ジェレミー・スレート〉）※NET版
- 西遊記〜はじまりのはじまり〜（足じぃ[57]）
- ザ・カンニング アルバイト情報（ポール・マンフィス〈ギィ・マルシャン〉）※フジテレビ版
- 殺人魚フライングキラー（ラウル）※テレビ朝日版
- サハラ（フォン・グレッシング〈ホルスト・ブッフホルツ〉）※テレビ朝日版
- サハラ戦車隊（ジェイソン・ハリディ大尉）※NET版
- ザ・ファーム 法律事務所（オリヴァー・ランバート〈ハル・ホルブルック〉）※フジテレビ版
- サボタージュ（フォレンファント〈ジョン・ネヴィル〉）※フジテレビ版
- サムソンとデリラ（アーター）※フジテレビ版
- さよならエマニエル夫人（ジャン）
- サンタクロース（B・Z〈ジョン・リスゴー〉）※テレビ朝日版
- シークレット・ファイル（ブレーズ〈フレデリック・フォレスト〉）※NHK版
- ジキル博士はミス・ハイド（オリヴァー・ミンツ〈スティーヴン・トボロウスキー〉）※フジテレビ版
- 地獄からの生還/プラトーン・リーダー（マイケル・マクナマラ軍曹〈ロバート・F・ライオンズ〉）※テレビ朝日版
- 地獄の黙示録（ギルゴア〈ロバート・デュヴァル〉）※日本テレビ版
- 史上最大の作戦（ロバット卿〈ピーター・ローフォード〉）※テレビ朝日版
- 七年目の浮気（リチャード・シャーマン〈トム・イーウェル〉）※フジテレビ版
- シティヒート（レオン・コル〈トニー・ロビアンコ〉）※テレビ朝日版
- ジャイアンツ（ジョーダン・ベネディクト2世〈ロック・ハドソン〉）※TBS版、（ロドニー・テーラー）※テレビ朝日版
- ジャンクマン ※日本テレビ版
- 情事の終り
- ショート・サーキット（ハワード・マーナー〈オースティン・ペンドルトン〉）
- ショウほど素敵な商売はない（チャールズ・ギブス〈ヒュー・オブライエン〉）
- 勝利なき戦い（フォーストマン二等兵〈ハリー・ガーディノ〉）
- 上流社会（C・K・デクスター＝ハヴェン〈ビング・クロスビー〉）※TBS版
- 少林サッカー（ハン〈パトリック・ツェー〉）※インターナショナル版
- 真実の追跡者（コンロイ〈デヴィッド・アクロイド〉）※NHK版
- スクリーマーズ（ジョー・ヘンドリクソン〈ピーター・ウェラー〉）※フジテレビ版
- スサミ・ストリート全員集合 〜または“パペット・フィクション”ともいう〜（カスペル[58]）
- スター・ウォーズシリーズ（ドゥークー伯爵〈クリストファー・リー〉）
  - スター・ウォーズ エピソード2/クローンの攻撃
  - スター・ウォーズ エピソード3/シスの復讐
- ステラ（スティーヴン・ダラス〈スティーヴン・コリンズ〉）※ソフト版
- スピード（ハリー〈ジェフ・ダニエルズ〉）※フジテレビ版（日本語吹替完全版Blu-rayBOX収録）
- スプリングフィールド銃（フィリップ・キャリー）
- スペースボール（スクルーブ / ヨーグルト〈メル・ブルックス〉）
- 世界崩壊の序曲（ボブ・スパングラー〈ジェームズ・フランシスカス〉）
- 0086笑いの番号（サバージョ）
- 戦雲（ダニー・ド・モーティマー大尉〈リチャード・ジョンソン〉）
- 全艦発進せよ（デイブ・マクダガル中尉〈ジョージ・ネイダー〉）※NET版、フジテレビ版
- セント・アイブス（ジョン・コンスタブル〈マクシミリアン・シェル〉）※テレビ朝日版
- ソルジャー（ミーカム大佐〈ジェイソン・アイザックス〉）※フジテレビ版
- ターミナルフォース/叛逆のサイバーコップ（ジャック・フロイド副署長〈ジャック・スカリア〉）※ビデオ版
- ダイアン・キートン 可愛い女（レス・ビンガム〈エリオット・グールド〉）※テレビ朝日版
- 大逆転（クラレンス・ビークス〈ポール・グリーソン〉）※テレビ朝日版
- 大平原（ジェフ・バトラー〈ジョエル・マクリー〉）※東京12ch版
- 大西部無頼列伝（ハミルトン〈ディーン・リード〉）※TBS版
- 大脱走2（ロジャー〈イアン・マクシェーン〉）
- タイタニック（ブルース・イスメイ〈ジョナサン・ハイド〉）※フジテレビ版・日本テレビ版
- タイタン（コリンウッド教授〈トム・ウィルキンソン〉）
- ダイ・ハード3（サイモン・ピーター・グルーバー〈ジェレミー・アイアンズ〉）※フジテレビ版（日本語吹替完全版Blu-rayBOX収録）
- ダイブ/深海からの帰還（ブリックス）
- 太平洋機動作戦（フィリップ・キャリー）
- 大暴走・地獄のライダー（トム・スターン）
- 太陽の息子と戦うヘラクレス（マイタ王子〈ジュリアーノ・ジェンマ〉）※東京12チャンネル版
- 大列車強盗（グラディ〈ロッド・テイラー〉）
- 大列車強盗（アガー〈ドナルド・サザーランド〉）
- 誰が為に鐘は鳴る（アグスティン〈アルトゥーロ・デ・コルドヴァ〉）※TBS版
- 脱出（コーヨー警部補〈シェルドン・レナード〉）
- 007シリーズ
  - 007 オクトパシー（ジェームズ・ボンド〈ロジャー・ムーア〉）※機内上映版
  - 007 リビング・デイライツ（ゲオルギ・コスコフ将軍〈ジェローン・クラッベ〉）※TBS版（TV吹替初収録特別版DVD収録）
  - 007 トゥモロー・ネバー・ダイ（エリオット・カーヴァー〈ジョナサン・プライス〉[59]）※テレビ朝日版（TV吹替初収録特別版DVD収録）
- 断崖（ジョニー〈ケーリー・グラント〉）※フジテレビ版
- 地下室のメロディー（ロイス・ノーダン〈モーリス・ビロー〉）※テレビ東京旧録版
- チャーリー・チャップリン出演無声映画 ※スター・チャンネル版
  - 雨に降られて（ナレーター）
  - 成功争ひ（ナレーター）
  - ヴェニスの子供自動車競走（ナレーター）
  - チャップリンとパン屋（ナレーター）
  - チャップリンの改悟（ナレーター）
  - チャップリンの駈落（ナレーター）
  - チャップリンの質屋（ナレーター）
  - チャップリンの失恋（ナレーター）
  - チャップリンの女装（ナレーター）
  - チャップリンの替玉（店員〈アルバート・オースチン〉[60]）
  - チャップリンの舞台裏（デーヴィッド〈チャーリー・チャップリン〉[61]）
  - チャップリンの役者（ナレーター）
  - チャップリンの勇敢（放浪者〈チャーリー・チャップリン〉[62]）
  - 笑いのガス（ナレーター）
- ディア・ハンター（ニック〈クリストファー・ウォーケン〉）※フジテレビ版（思い出の復刻版ブルーレイに収録）
- ディディエ（ジャン・ピエール〈ジャン＝ピエール・バクリ〉）
- 敵、ある愛の物語（ハーマン・ブローダー〈ロン・シルヴァー〉）
- テキサスSWAT（ローリー〈デヴィッド・キャラダイン〉）
- テッド（サム・J・ジョーンズ）
- テッド2（サム・J・ジョーンズ[63]）
- テラー博士の恐怖（ビル〈アラン・フリーマン〉）
- 天国から来たプレスリー（パーカー大佐〈ボー・ブリッジス〉）※NHK版
- トータル・リコール（リクター〈マイケル・アイアンサイド〉）※テレビ朝日版（BD収録）
- トゥルーライズ（アルバート・マイク・ギブソン〈トム・アーノルド〉）※フジテレビ版
- ドクター・モリスの島/フィッシュマン（クロード・デ・ロス〈クラウディオ・カッシネリ〉）
- 突撃（パリス伍長〈ラルフ・ミーカー〉）
- 特攻野郎Aチーム THE MOVIE（ラッセル・モリソン将軍〈ジェラルド・マクレイニー〉[64]）
- トパーズ（アンドレ・デベロウ〈フレデリック・スタフォード〉）※TBS版
- ドラゴンキッド・少女戦士'88（パパ〈ユエン・チュンヤン〉）※テレビ東京版
- ドラゴン特攻隊（ビリー・ザ・キッド〈デビッド・タオ〉[65]）※日本テレビ版
- トラ・トラ・トラ!（ウォルター・ショート陸軍中将〈ジェイソン・ロバーズ〉）
- トロイ（プリアモス〈ピーター・オトゥール〉）※テレビ朝日版
- 永遠に美しく…（アーネスト・メルヴィル〈ブルース・ウィリス〉）※ソフト版
- 尼僧物語（フォルテュナティ博士〈ピーター・フィンチ〉）※テレビ朝日版
- ニュールンベルグ裁判（ハンス・ロルフ〈マクシミリアン・シェル〉）
- ノーマ・レイ（ルーベン・ワショフスキー〈ロン・リーブマン〉）※TBS版
- バーチュオシティ（ウィリアム・コクラン本部長〈ウィリアム・フォーサイス〉）※フジテレビ版
- バードケージ（アーマンド・ゴールドマン〈ロビン・ウィリアムズ〉）※フジテレビ版
- ハード・ターゲット（エライジャ・ローパー）※フジテレビ版
- ハタリ!（ポケッツ〈レッド・バトンズ〉）
- バッドボーイズ（ハワード警部〈ジョー・パントリアーノ〉）※フジテレビ版
- バットマン リターンズ（ゴッサム市長〈マイケル・マーフィー〉）※テレビ朝日版
- パニック・イン・スタジアム（バトン隊長〈ジョン・カサヴェテス〉）※日本テレビ版
- バラキ（ギャップ〈ワルテル・キアーリ〉）※テレビ朝日版
- パラダイス・アレイ（レニー・カルーボニ〈アーマンド・アサンテ〉）
- ハリーの災難（サム・マーロウ〈ジョン・フォーサイス〉）※テレビ朝日版
- バレット モンク（ストラッカー〈カレル・ローデン〉）※テレビ東京版
- バンデットQ（悪魔〈デビッド・ワーナー〉）
- ビッグ・ガン（イズネロ）※NET版
- ビッグ・リボウスキ（ジャッキー・トリホーン〈ベン・ギャザラ〉）※ビデオ・旧DVD版
- 必殺処刑コップ（ダン・ヴォーン〈スコット・グレン〉）※フジテレビ版
- 必殺の用心棒（トム・クーパー〈ハント・パワーズ〉）※NET版、TBS版
- ビバリーヒルズ・コップ3（ジョン・フリント〈ヘクター・エリゾンド〉）※テレビ朝日版
- 百万長者と結婚する方法（エベン〈ロリー・カルホーン〉）※テレビ朝日版（HDリマスター版DVD収録）
- 評決のとき（ルーファス・バックリー〈ケヴィン・スペイシー〉）※フジテレビ版
- ファイナル・プロジェクト（イゴーロフ大佐）※フジテレビ版
- 不意打ち（マルコム・ヒルヤード）
- フェザー河の襲撃（ガイ・マディソン）
- フォー・ルームス（ノーマン）
- フライトナイト（ピーター・ヴィンセント〈ロディ・マクドウォール〉）※テレビ朝日版
- フラバー（チェスター・ホーニッカー〈レイモンド・J・バリー〉）
- ブラボー砦の脱出（ジョン・フォーサイス）
- プリティ・ウーマン（バーニー・トンプソン〈ヘクター・エリゾンド〉）※TBS版
- ブルー・マックス（ウィリー・フォン・クルーガーマン〈ジェレミー・ケンプ〉）
- ブレイクアウト（ホーク〈ランディ・クエイド〉[66]）
- フレンチ・コネクション2（バルテルミー警部〈ベルナール・フレッソン〉）
- 北京原人の逆襲（ルー〈クー・フェン〉）
- 北京の55日（柴五郎中佐〈伊丹十三〉）
- 別離
- ベルボーイ狂騒曲/ベニスで死にそ〜（メルヴィン・オートン〈ダドリー・ムーア〉）
- ベン（クリフ・カートランド）※テレビ朝日版
- ベンガルの槍騎兵（ゲイリー・クーパー）
- ベン・ハー（メッサラ〈スティーヴン・ボイド〉[67]）※フジテレビ版（BD収録）・テレビ朝日版
- 暴走列車/大惨事への豪雪山脈急勾配（ダン〈レイ・ダントン〉）
- ポセイドン・アドベンチャー（ジェームズ・マーティン〈レッド・バトンズ〉）※TBS版（日本語吹替完全版Blu-rayBOX収録）
- ホット・ロック（スタン〈ロン・リーブマン〉）※フジテレビ版
- マイヤーウィッツ家の人々 (改訂版)（ハロルド・マイヤーウィッツ〈ダスティン・ホフマン〉）
- マスターズ/超空の覇者（ルビック刑事〈ジェームズ・トールカン〉）※テレビ朝日版
- マックQ（フランクリン・トムス〈クルー・ギャラガー〉）※テレビ朝日版
- M★A★S★H マッシュ（ホークアイ〈ドナルド・サザーランド〉）※LD版
- マニアック・コップ（市長〈ニック・バーバロ〉）※テレビ朝日版（BD収録）
- マリーゴールド・ホテルで会いましょう（グレアム・ダッシュウッド〈トム・ウィルキンソン〉）
- 真夜中の殺人パーティー（ウィークス〈ノーマン・パーカー〉）
- マンハッタン皆殺し作戦（リッチー〈リップ・トーン〉）※テレビ朝日版
- ミクロの決死圏（デュヴァル博士〈アーサー・ケネディ〉）※テレビ朝日新録版
- ミッドウェイ（カール・ジェソップ〈クリフ・ロバートソン〉）※TBS版
- ミッドナイト・スナイパー/人妻が目撃した死体なき殺人（ジェイク・サイモン〈ロバート・ユーリック〉）※ビデオ版
- ミュータント・タートルズ2（スプリンター）※ソフト版
- メイデイ40,000フィート（マイク〈ドン・メレディス〉）※テレビ朝日版
- メイフィールドの怪人たち（マーク・ラムズフィールド〈ブルース・ダーン〉）※テレビ朝日版
- メジャーリーグ（ロジャー・ドーン〈コービン・バーンセン〉）※日本テレビ版
- メジャーリーグ2（ハリー・ドイル〈ボブ・ユッカー〉）
- 野獣教師（ジョナサン・シェイル〈トム・ベレンジャー〉）※フジテレビ版
- ヤムヤム・ガール（デビッド〈ディーン・ジョーンズ〉）※TBS版
- ヤング・シャーロック/ピラミッドの謎（ナレーション / ジョン・H・ワトスン(老齢)〈マイケル・ホーダーン〉）※テレビ朝日版
- ユーズド・カー（ルディ・ルソー〈カート・ラッセル〉）
- 勇気
- U・ボート（艦長〈ユルゲン・プロホノフ〉）※ソフト版
- ヨーク軍曹（ゼブ）
- ライムライト（カルヴェロ〈チャーリー・チャップリン〉）※BD版
- ラスト・オブ・モヒカン（ナレーター）※フジテレビ版
- ラスト・カーチェイス
- LOVEシーズン（アダム・エヴァンズ〈アンソニー・ホプキンス〉）※日本テレビ版
- ラストUボート（ホーキンス〈バリー・ボストウィック〉）
- ロング・キス・グッドナイト（リーランド・パーキンス〈パトリック・マラハイド〉）※フジテレビ版
- ロング・ライダーズ（コール・ヤンガー〈デヴィッド・キャラダイン〉）
- ワイルドバンチ（ライル・ゴーチ〈ウォーレン・オーツ〉）
- 罠・ドーベルマンパトロールの恐怖（デビッド・ムーア〈アール・ホリマン〉）

#### ドラマ
- アイ・スパイ（ケリー・ロビンソン〈ロバート・カルプ〉）※東京12チャンネル版
- 愛と哀しみのマンハッタン（ザック・アンバーヴィル〈バリー・ボストウィック〉）※NHK版
- アウター・リミッツ（ハリス調査官、博士、アダム・バラード）
- アガサ・クリスティ・スペシャル（アーサー・ヘイスティングズ〈ジョナサン・セシル〉）※NHK版
  - 三幕の殺人
  - 死者のあやまち
- アルフ（精神科医ラリー (Dr.ローレンス・ダイクストラ) 〈ビル・デイリー〉）
  - アルフ ザ・ファイナル・スペシャル（ミルフォイル大佐〈マーティン・シーン〉）
- アンタッチャブル（ウィリアム・ヤングフェロー捜査官〈アベル・フェルナンデス〉）
- インディ・ジョーンズ/若き日の大冒険（マリノフスキー〈トム・コートネイ〉）
- エイリアス（アーヴィン・スローン〈ロン・リフキン〉）
- NCIS 〜ネイビー犯罪捜査班 シーズン6 - 10（ジャクソン・ギブス〈ラルフ・ウェイト〉）
- エレメンタリー5 ホームズ&ワトソン in NY #4（プロスキー警視正）
- 奥様は魔女
  - 北極のサンタクロース
- 俺がハマーだ!（スレッジ・ハマー〈デヴィッド・ラッシュ〉[68]）
- 華麗なるペテン師たち4 ビッグ・ダディ（ジョーイ・ペッパー）
- がんばれ!ベアーズ（ロイ・ターナー）
- 危険戦隊デンジャー5 〜我らの敵は総統閣下〜（アドルフ・ヒトラー〈カーマイン・ルッソ〉[69]）
- くまとマーク少年（トム・ウェドロー〈デニス・ウィーバー〉）
- 刑事スタスキー&ハッチ シーズン1 #2（コールマン）
- 刑事バレッタ
- ケインとアベル（デヴィッド・オズボーン〈デヴィッド・デュークス〉）
- 原潜シービュー号 海底科学作戦（コワルスキー〈デル・マンロー〉）
- こちらブルームーン探偵社 シーズン2 #1（ナヴァロン〈エド・オロス〉）
- コンバット!（カービー上等兵〈ジャック・ホーガン〉）
- 作家探偵ジェイソン・キング #1
- 猿の惑星（アラン・ヴァードン）
- ジェシカおばさんの事件簿 シーズン1 #16、シーズン2 #17、シーズン3 #16（ハリー・マグロー〈ジェリー・オーバック〉）
- シャイニング（デルバート・グレイディ〈スタンリー・アンダーソン〉） ※NHK版
- 新アウターリミッツ（スタンリー〈マイケル・グロス〉）
- 新・刑事コロンボ 迷子の兵隊（フランク・ブレイリー大佐〈ロバート・フォックスワース〉）
- スタートレックシリーズ（Q〈ジョン・デ・ランシー〉）
  - 新スタートレック
  - スタートレック:ディープ・スペース・ナイン
  - スタートレック:ヴォイジャー
  - スタートレック:ピカード
- 新スパイ大作戦
  - 壁…最後の脱出（バッツ）
  - ワシントン・スキャンダル（シックス）
  - 熱き欲望の金脈（リガー）
- 新・80日間世界一周（ジャン〈エリック・アイドル〉）※NHK版
- スパイ大作戦
  - 裏の裏（バーニーを発見する男）
  - 地下よりの脱出（ウィルソン・カーデル博士／運転手①）
  - 奇跡のカムバック Part 1, 2（ヴィンス／スタンの部下の男A）
  - 巨頭会談（エンゾール）
  - 幻の契約書（ホテルの支配人）
  - ガラスの監房（バルセネフ大尉）
  - 暗号解読（警備兵B）
  - 時限原子爆弾（ライカー中尉）
  - 死人に口あり（記者）
  - 血の粛清（ゴーマル）
  - 生きた研究ノート（クロス）
  - 死の商人（東洋人）
  - トリック脱獄計画（ラリー・エジソン）
  - 架空殺人事件（ハリー）
- 0011ナポレオン・ソロ
  - #15（ライリー）
  - #30・#31（レミ）
  - #53（ブライアント〈リチャード・アンダーソン〉）
  - #62（ピーター・スィート〈パット・ハリントン・ジュニア〉）
  - #75（ハリー・ウィリアムズ〈リチャード・ベイマー〉）
- 第一容疑者（バリンガー〈ジョン・マッカードル〉）
- 大草原の小さな家 シーズン1 #6（ショーン・ハーン）
- チェオクの剣（チョ・セウク〈パク・ヨンギュ〉）
- 地上最強の美女たち!チャーリーズ・エンジェル
  - シーズン1 #11（テレンス〈ルネ・オーベルジョノワ〉）
  - シーズン2 #13（グレート・ダンジーニ）、#22（ゴードン・ロクレア）
  - シーズン3 #6（トム・ロジャース〈ケイシー・ケイサム〉）
- デスパレートな妻たち（ヘンリー・メイソン〈ロニー・コックス〉）
- TVキャスター マーフィー・ブラウン（ジム・ダイアル）
- 電撃スパイ作戦（リチャード・バレット）
- 逃亡者　#2（ハービー・グラント〈ウォーレン・オーツ〉）、#98（カール・クランダル〈ロイ・シネス〉）、#110（フィル〈ジョナサン・ゴールドスミス〉）
- 特捜刑事マイアミ・バイス シーズン1 #2（アーティ・ロリンズ〈エド・オニール〉）
- ドクター・ウェルビー
- 特攻ギャリソン・ゴリラ #24（フォン・ラウシュニッヒ将軍〈ジャン・マーリン〉）
- ドン・キホーテ（カルデニオ〈フェルミン・レイサック〉）※NHK版
- ナイトライダー シーズン2 #17（ロジャー・フロイド〈マディソン・メイソン〉）
- 謎の円盤UFO（ポール・J・フォスター大佐〈マイケル・ビリントン〉）
- ハウス・オブ・カード 野望の階段 シーズン2（レイモンド・タスク〈ジェラルド・マクレイニー〉）
- パパにはヒ・ミ・ツ（エド・ギブ校長〈アダム・アーキン〉）
- ファミリータイズ シーズン3 #12（イアン・マッコール学部長）
- プロテクター電光石火 ダイヤで殺せ（アラン・サザランド）
- ベター・コール・ソウル（チャック・マクギル〈マイケル・マッキーン〉）
- 弁護士ペリー・メイスン「黒い死の報酬」、「四人の黒い訪問者」
- マクロード警部（サム・マクロード〈デニス・ウィーバー〉）
- マペット・ショー（ナレーション、ニュースマン）
- ミステリーゾーン3 #4 「遠い道」（チャーリー・コンスタブル〈レックス・ホルマン〉）
- ミステリーゾーン4 #7 「夜の女豹」 （ビリー・ベン・ターナー〈ジェームス・ベスト〉）
- 名探偵モンク シーズン2 #14（ハリー・ボルストン〈ジェフ・ピアソン〉）
- モンスターズ シーズン1 #1（ボイル〈デヴィッド・マッカラム〉）
- ヤングライダーズ シーズン3 #21、22（トミー・エルバッハ大尉〈フレデリック・フォレスト〉）
- ルーツ（ウィリアム〈ロバート・リード〉）
- ローハイド（ピート・ノーラン〈シェブ・ウーリー〉）

#### アニメ
- 宇宙怪人ゴースト（ゴースト）
- KUBO/クボ 二本の弦の秘密（月の帝[70]）
- スター・ウォーズ・シリーズ（ドゥークー伯爵）
  - スター・ウォーズ クローン大戦
  - スター・ウォーズ/クローン・ウォーズ
  - スター・ウォーズ/クローン・ウォーズ（テレビシリーズ）
  - LEGO スター・ウォーズ パダワン・メナス（ナレーター）
  - スター・ウォーズ：テイルズ・オブ・ジェダイ
- スタートレック:ローワー・デッキ（Q）
- バルト（ボリス）
- ファン・アンド・ファンシー・フリー（エドガー・バーゲン）※TBS版
- FLY!/フライ!（ダンおじさん[71]）
- リセス 〜ぼくらの夏休みを守れ!〜（ベネディクト）
- LEGO® ムービー[72]（ウィトルウィウス）

#### 人形劇
- サンダーバード
  - 魅惑のメロディ（管制員シャイラー）
  - サンダーバード6号（カーター〈偽物〉）※劇場公開版
- キャプテン・スカーレット（ブルー大尉）
- ジョー90
  - 宇宙ステーション応答せず（管制官）
  - 連続ジェット機墜落のなぞ（ウィリアム・バリー機長）
  - 世界一の金庫破り（ヘンリー・ジョージ・サマーフィールド／国境警備員2）
  - 細菌爆弾X-41（ホーキンス／84号）
  - タイガー作戦粉砕（26号）
- ロンドン指令X にせ神父スパイ（トーマス）
- 地球防衛軍テラホークス（ナレーション）※NHK版、第9話 - 第39話（最終話）まで
- ネビュラ75（デイブ）[73]

#### その他
- ケイジャンお宝鑑定団ポーンスターズ（ジミー・デラムス）

### テレビアニメ
1963年
- 鉄腕アトム（ペペル）

1965年
- 狼少年ケン
- 宇宙パトロールホッパ（バット）

1968年
- 巨人の星（1968年 - 1971年）

1969年
- 海底少年マリン（ツルー、ゴーマン将軍）

1971年
- アニメンタリー 決断

1972年
- 赤胴鈴之助

1973年
- ど根性ガエル（石松 他）

1979年
- 赤毛のアン（ナレーション）

1981年
- おはよう!スパンク
- 怪物くん（第2作）
- 最強ロボ ダイオージャ（モンク）
- 太陽の使者 鉄人28号（リバーキャット）

1982年
- ゲームセンターあらし（石野ブラシ、アナウンサー）
- 超時空要塞マクロス（ブルーノ・J・グローバル）

1986年
- 青春アニメ全集（相沢謙吉）

1987年
- 瞳のなかの少年 十五少年漂流記（ジャックの父）

1990年
- 美味しんぼ（1990年 - 1993年、ショーバン、ダン・フォスター） - 1シリーズ + 特別編
- ふしぎの海のナディア（ナレーション）

1991年
- 満ちてくる時のむこうに（ギルバート）

1997年
- るろうに剣心 -明治剣客浪漫譚-（釣りの男）

1998年
- MASTERキートン（フェンダース卿）

2004年
- MONSTER（2004年 - 2005年、シューバルト）

2006年
- ガラスの艦隊

2007年
- ときめきメモリアル Only Love（爆裂山理事長）

2008年
- ウルトラヴァイオレット コード044（キング）

2013年
- ガリレイドンナ（冬至郎）
- 義風堂々!! 兼続と慶次（伴太郎左衛門）
- ソードアート・オンライン Extra Edition（老人〈クラーケン〉）

2014年
- まじっく快斗1412（寺井黄之助）
- 蟲師 続章（ワクリの長老）

2016年
- 奇異太郎少年の妖怪絵日記（ナレーション）

2017年
- 鬼平（友五郎）
- ポケットモンスター サン&ムーン（2017年 - 2019年、釣り名人、ジャンプ名人、キャディー名人）

2018年
- 若おかみは小学生!（稲田義春）

2020年
- ジビエート（鬼倉雪之丞）

2021年
- 擾乱 THE PRINCESS OF SNOW AND BLOOD（徳川慶喜）

2022年
- もっと!まじめにふまじめ かいけつゾロリ（じいじ）

### 劇場アニメ
- 巨人の星 行け行け飛雄馬（1969年、速水譲次[82]）
- 巨人の星 宿命の対決（1970年、速水譲次[83]）
- がんばれ!!タブチくん!!（1979年、ヒロオカ）
- がんばれ!! タブチくん!! 第2弾 激闘ペナントレース（1980年、ヒロオカ）
- がんばれ!! タブチくん!! 初笑い第3弾 あゝツッパリ人生（1980年、ヒロオカ[84]）
- ヤマトよ永遠に（1980年、ナレーション[85]）
- プロ野球を10倍楽しく見る方法（1983年、エモト）
- 超時空要塞マクロス 愛・おぼえていますか（1984年、ブルーノ・J・グローバル）
- プロ野球を10倍楽しく見る方法 PART2（1984年、ヒロオカ）
- 綿の国星（1984年、お父さん〈須和野飛夫〉）
- カムイの剣（1985年、太郎佐[86]）
- 宝島（1987年、ジョン・シルバー[87]）
- MEMORIES「最臭兵器」（1995年、韮崎）
- クレヨンしんちゃん 嵐を呼ぶ アッパレ!戦国大合戦（2002年、春日和泉守康綱[88]）
- 河童のクゥと夏休み（2007年、武士[89]、民俗学者清水[89]）
- 宇宙戦艦ヤマト 復活篇（2009年、ナレーション[90]）
- 水木しげるの遠野物語（2010年）
- ポッピンQ（2016年、小湊元治[91]）

### OVA
- 銀河英雄伝説（1989年、ワルター・フォン・シェーンコップ[92]）
- グリーンレジェンド乱（1992年、ジーク）
- Spirit of Wonder チャイナさんの憂鬱（1992年、ブレッケンリッジ）
- ジャイアントロボ THE ANIMATION -地球が静止する日（1994年、眩惑のセルバンテス[93]）
- ブラック・ジャック（1993年、高杉警部）
- 銀河英雄伝説外伝 千億の星、千億の光（1998年、シェーンコップ）

### Webアニメ
- めぐみ（2008年、ナレーション[94]）
- PLUTO（2023年、ダンカン[95]）

### ゲーム
1992年
- 超時空要塞マクロス（ブルーノ・J・グローバル）

1998年
- サクラ大戦2 〜君、死にたもうことなかれ〜（山口和豊）
- 双界儀（元聖天尊河伯）

2000年
- スーパーロボット大戦α/α for Dreamcast（ブルーノ・J・グローバル、眩惑のセルバンテス）

2006年
- Another Century's Episode 2（ブルーノ・J・グローバル）

2008年
- 白騎士物語（ヴァルトス）

2014年
- レゴ®ムービー ザ・ゲーム（ウィトルウィウス）

2018年
- 名探偵ピカチュウ（イーサン・グレアム）

2020年
- Ghost of Tsushima（琵琶法師）
- 仁王2（千利休）

2021年
- ファイナルファンタジーVII リメイク インターグレード（グリン）

2024年
- ファイナルファンタジーVII リバース（グリン）

### 人形劇
- こどもにんぎょう劇場
  - 「ねずみのよめいり」
  - 「西遊記」
  - 「かぐやひめ」
  - 「王さまのたいこ」
  - 「山んじいとやじろう」
  - 「川辺のなかまたち」
  - 「かっぱのいたずら」

### ナレーション
- どっこい大作（NET系）
- 正義のシンボル コンドールマン（NET系）
- 燃える捜査網（NET系）
- 大非常線（NET系）
- 宇宙鉄人キョーダイン（毎日放送・TBS系）
- 追跡（日本テレビ系）
- クイズ世界はSHOW by ショーバイ!!（日本テレビ系）
- スーパーテレビ情報最前線（日本テレビ系）
- アンテナ22（日本テレビ系）
- NNN Newsリアルタイム（日本テレビ系）※「リアル目線」及び「リアル特集」のコーナー
- news every.（日本テレビ系）※「特集」のコーナー不定期担当。2013年5月1日は顔出しで出演。2015年12月8日には、特集コーナー『今、私がいる理由（わけ）〜家族が見た戦争の記憶〜』に出演[15]。2023年7月19日も顔出し出演。（もうじき）90歳で現役という節目で、声優仲間とよく飲みに行った店を紹介。
- ズームイン!!サタデー（日本テレビ系）※「スナックモッチー」のオープニングナレーション。2015年10月24日は通常のナレーションに加え山寺宏一と来店
- 大統領は私が撃った!JFK事件45年目の衝撃（日本テレビ系）
- 月10万円で豊かに暮らせる町&村（テレビ東京系）
- 報道特集（TBS系）
- 裸の少年（テレビ朝日系）
- みうらじゅんDS（TBSチャンネル）
- キズナ食堂（TBS系）
- 全国警察犯罪捜査網（日本テレビ系）
- 古代エジプト三大ミステリー（日本テレビ系）
- 冒険家族クイズ2001（日本テレビ系）
- ビックリ大集合!（テレビ東京系）
- あなたの知らない世界（日本テレビ系）
- ダウンタウンのガキの使いやあらへんで!!（日本テレビ系）密着田中直樹
- 団塊スタイル（NHK教育）
- スーパーマリオコレクション（CMのナレーション）
- テツワン探偵ロボタック・ジシャックチェンジ シリーズ（CMのナレーション）
- ディズニー・プログラミング学習教材「テクノロジア魔法学校」[99]
- ヒーローたちの20世紀（NHK）BBCのドキュメンタリー 1993年制作･全8回シリーズ

### ラジオ

#### 現在
- わたしの図書室（アール・エフ・ラジオ日本の朗読番組。日本テレビアナウンサーの井田由美と共にレギュラー出演）（2009年10月8日[100] - ）作品の一部はiTunes Storeで購入する事が出来る

#### 過去

##### レギュラー出演
- TBS それ行け!歌謡曲（1971年）※パーソナリティ（パートナーは菅原牧子）
- オハヨー! 日本列島（文化放送、2代目パーソナリティ、1974年4月 - 1975年4月）
- リビング・ミュージック（ニッポン放送）
- 食いしん坊ジョッキー（地方局向け。毎回自らを「自他共に認める食いしん坊」と紹介）
- 夜の図書室（アール・エフ・ラジオ日本、「わたしの図書室」の前身番組）（2006年9月29日[101] - 2009年10月1日[100]）

##### ゲスト・期間限定出演など
- 海によせるバラード（1959年9月22日、ニッポン放送） - 魚役[102]
- 連続ラジオ小説 火の鳥 黎明編（1977年3月21日 - 3月28日、NHKラジオ第1放送）
- アドベンチャー・ロード「妖怪博士と少年探偵団」（1986年、NHK-FM）「魔人復活」（1987年、NHK-FM）「透明怪人と少年探偵団」（1988年、NHK-FM）「宇宙怪人と少年探偵団」（1989年、NHK-FM）の一連の少年探偵団シリーズ(江戸川乱歩原作)で怪人二十面相を演じる
- いとしのオールディーズ（2011年11月11日、NHKラジオ第1放送）※自身の出演作であるロッキーのテーマなどの音楽の合間に、アフレコと今後の活動について語った。また話題に昇った人物には兄の羽佐間正雄や声優の山寺宏一、富山敬、安原義人、野沢雅子、若山弦蔵、大平透など
- ライムスター宇多丸のウィークエンドシャッフル「スタローンだらけのアカデミー賞」（2016年2月20日、TBSラジオ） - ナレーション
- 大沢悠里のゆうゆうワイド土曜日版（2017年1月14日、TBSラジオ） - 「午後の招待席」ゲスト[103]

### カセットブック
- シャーロック・ホームズシリーズ（ジョン・H・ワトスン）

### オーディオブック
- 銀河英雄伝説外伝 ユリアンのイゼルローン日記（ワルター・フォン・シェーンコップ）

### ボイスオーバー
- キース・リチャーズ：アンダー・ザ・インフルエンス（キース・リチャーズ）
- “世界でいちばん貧しい大統領”ムヒカ来日緊急特番 〜日本人は本当に幸せですか?〜（2016年4月8日、フジテレビ） - ホセ・ムヒカ：講演時[注 3]

### テレビドラマ
- 事件記者 第8話「影なき男」前編・後編
- ウルトラQ
- サインはV（アナウンサー役）

### 映画
- 神☆ヴォイス（審査委員長）
- ビーチレッド戦記（近藤大尉）
- その声のあなたへ（2022年9月30日）[104]

### 舞台
- 国定忠治（1957年 - 1958年、警護役人・泉、捕手）[105]

### その他コンテンツ
- ウェスタン村（ディーン・マーティンのロボットの声）
- それいけ!アンパンマン（解説放送）[注 4]
- 東京国立博物館「対決 巨匠たちの日本美術」音声ガイド（写楽）

### 著書
- 90歳現役声優 元気をつくる「声」の話（2023年10月 主婦の友社）ISBN 4074561190
  - 90歳を記念して初めて執筆。山寺宏一との対談、野沢雅子、古谷徹、大塚芳忠、堀内賢雄、戸田恵子、林原めぐみ、朴璐美からの寄稿や、今回の本のために撮り下ろした朗読CDを収録